# Хришћански атеизам
Хришћански атеизам је облик културалног хришћанства и етичког система који извлачи своја уверења и праксе из Исусовог живота и учења као што је записано у новозаветним Јеванђељима и другим изворима, уз одбацивање натприродних тврдњи хришћанства. То је поглед на свет који одбацује веру у Бога, али прихвата Исусово учење, нарочито Исусово морално учење.
Хришћански атеизам карактерише став о непостојању Бога, дистанцирање од Цркве каква постоји у данашњем свету и придавање средишњег места Исусу у филозофско-теолошким разматрањима. 
Већина хришћанских атеиста мисли да је Исус из Назарета био мудар и добар човек, и прихватају његово морално учење, али одбацују идеју о њему као божанству. Хришћански атеисти виде Исуса као пример онога што хришћанин треба бити. Хамилтон каже да следити Исуса значи бити "уз ближњега, бити за њега", значи бити човек, помагати другим људима и човечанству.
Хришћански атеисти сматрају да је религија унутрашње духовно искуство, да нема другог света осим материјалног света око нас, да нема нешто што се зове Бог одвојено од особе која верује у њега, да је "Бог" само реч за највише духовне идеале, а спомињање Бога у говору представља језичко средство које нам омогућава да разговарамо о највишим идеалима и даје смисао нашим животима.
Савремени хришћански атеизам често је повезан са ничеовском теологијом смрти Бога.
Алтизер тврди да радикални хришћани верују да је црквена традиција престала бити хришћанска. Хришћански атеисти желе потпуно одвајање од већине догматских хришћанских веровања и библијске традиције. Они сматрају да религија која се повлачи из света једнако се тако удаљава од истине. Алтизер каже:
Ми не смијемо тражити свето говорећи 'не' радикалној профаности нашег доба, већ говорити 'да' томе.
Хришћански атеисти сматрају да је постојање Бога сметња напретку. Алтизер пише да је Бог непријатељ људи зато што човечанство не може досећи свој пуни развојни потенцијал све док Бог постоји. Пол ван Бурен, теолог смрти Бога, каже да је реч "Бог" сама по себи “или бесмислена или обмањујућа”. Он тврди да је немогуће уопште размишљати о Богу. Колин Луас, професор филозофије на Ланкастерском универзитету, каже да хришћански атеисти траже одговоре који ће учинити живот подношљивим у овом свету, овде и сада и који ће усмерити пажњу на социјалне и друге проблеме овог живота.
Славој Жижек цени хришћанство зато што у њему има филозофије. Он сматра да хришћански атеизам може бити путоказ и знак праве вере (праве филозофије) због тога што је већ само рано хришћанство унутар религија представљало неку врсту атеизма.
У Протестантској Цркви Холандије 1 од 6 свештеника је агностик или атеиста. Свештеник Хендриксе, протестант из Холандије, описао је Бога као "реч за искуство, или људско искуство".

## Више информација
- атеизам
- Исус